# Karagaon, Chikodi
Karagaon là một làng thuộc tehsil Chikodi, huyện Belgaum, bang Karnataka, Ấn Độ.